# Битка за Алепо (2024)
На 29 ноември 2024 г. сирийската бунтовническа организация Тахрир аш-Шам, заедно с подкрепяни от Турция групировки в командването на военните операции, навлизат в контролирания от Сирийската арабска армия град Алепо. Битката започва на третия ден от мащабна бунтовническа офанзива. Това е първият път, когато избухват боеве в града след предишната битка, която започва през 2012 г. и приключва през 2016 г., когато администрацията на Башар ал-Асад изтласква бунтовниците от града.
На 30 ноември 2024 г. опозиционните групи превземат по-голямата част от града сред оттеглянето на правителствените сили.

## Битка

### Падането на Алепо
На 29 ноември 2024 г. бунтовническите сили се приближават до покрайнините на Алепо. Те превземат Халса, Ал-Рашидин и Хан Туман, където армията изоставя четири танка Т-55.
През следобеда бунтовниците влизат в кварталите „Хамдания“ и „Ню Алепо“ в града, след като извършват двоен самоубийствен атентат с две коли бомби. През втората половина на деня опозиционните сили превземат пет градски района, кварталите „Ал-Хамдания“, „Ню Алепо“, „3000 апартамента“, „Ал-Джамилия“ и „Салах ал-Дин“. Съобщава се за сблъсъци на други места в града, включително в центъра. До полунощ са ппревзети части от кварталите „Ал-Сукария“, „Ал-Фуркан“, „Ал-Адхамия“ и „Сейф ал-Даула“ и твърдят, че са поели контрол над главния площад на Алепо.
Часове след нахлуването на бунтовниците в основните квартали хиляди цивилни бягат от града, като повечето се насочват към Латакия и Саламия.
Бунтовническите сили издават предупреждения за евакуация, призовавайки жителите на Алепо да заминат на изток заради тяхната безопасност. Сирийските държавни медии съобщават, че снаряди, изстреляни от бунтовниците, са улучили студентски жилища в университета в Алепо, убивайки четирима души, включително двама студенти.
В ранните часове на 30 ноември 2024 г. бунтовническите сили превземат Цитаделата на Алепо и правителствената централа в града, както и повече от половината от града. До сутринта бунтовническите сили имат контрола над по-голямата част от Алепо, срещайки слаба съпротива и принуждавайки правителствените войски да се оттеглят към Ас-Сафира. Правителствените сили и иранските милиции остават в контрол на няколко квартала в североизточен Алепо. Руските сили изоставят най-малко три военни бази около града.

### Сблъсъци между сирийските бунтовници и кюрдите
Ръководените от кюрдите Сирийски демократични сили окупират международното летище Алепо и квартал „Шейх Наджар“ след изтеглянето на правителствените сили. Нахлуването в държания от кюрдите квартал „Шейх Максуд“ е осуетено и трима бунтовници са пленени. Вечерта бунтовниците поемат контрола над летището от кюрдите без сблъсъци. Според съобщенията въздушен удар, извършен от руски самолети, убива 16 цивилни и ранява 20 други в града. Други два въздушни удара срещу подкрепления на бунтовниците в покрайнините на града ликвидират 20 бойци.
Съобщава се, че този ден Автономната администрация на Северна и Източна Сирия (AANES) е улеснила влизането на 2892 бежанци от Алепо в Североизточна Сирия.
На 1 декември 2024 г. групировката Тахрир аш-Шам превзема топлоелектрическата централа, полевия артилерийски колеж и военната академия в покрайнините на града. Междувременно възникват сблъсъци между Сирийската национална армия и Сирийските демократични сили в индустриалния район Шейх Наджар. Едновременно с това Сирийските демократични сили затварят пътните възели в провинцията на северно Алепо и центъра на град Алепо.
По-късно същия ден, в отговор на бързите завоевания на бунтовниците в Алепо и Тел Рифаат, AANES обявява състояние на обща мобилизация. Бунтовниците публикуват искане към кюрдските сили в Алепо да напуснат с оръжията си на североизток.
Също на 1 декември руските военновъздушни сили извършват въздушен удар по университетската болница в Алепо, убивайки 12 души и ранявайки двама журналисти.
На 2 декември 2024 г. бунтовниците превземат индустриалната зона Шейх Наджар и настъпват по-на юг от Алепо, превземайки Хансир в опит да отрежат основния маршрут за доставки на армията към град Алепо.

## Реакции
- Сирия: Сирийските арабски въоръжени сили (SAAF) обещават да отблъснат атаката и обвиняват бунтовниците в разпространение на „фалшива информация“ за техния напредък.[40] По-късно обаче армията признава успехите на бунтовниците в „големи части“ от града и съобщава, че „десетки“ нейни войници са били убити, принуждавайки я да се преразположи „с цел укрепване на отбранителните линии, за да поеме атаката“ и „запази живота на цивилни и войници“. Съобщава се също така, че са се подготвяли за контраатака, докато бунтовническите сили в града са били обект на въздушни удари.[41]
- Турция: Външният министър Хакан Фидан повтаря, че Турция не е замесена в продължаващите конфликти в Алепо. Той също така заявява, че неговото правителство предприема „необходимите мерки“, за да избегне нова миграционна криза на границата си.[42]